# Namibia, épisode 4
Épisode 4 est le quatrième tome de la série de bande dessinée Namibia, second cycle de la série Kenya de Leo et Rodolphe. L'album est paru le septembre 2013 en France.